# Jelizaveta Černišova
Jelizaveta Černišova (rusko Елизавета Чернышова), ruska atletinja, * 26. januar 1958, Nižni Tagil, Sovjetska zveza.
Ni nastopila na poletnih olimpijskih igrah. Na svetovnih dvoranskih prvenstvih je osvojila naslov prvakinje v teku na 60 m z ovirami leta 1989.